# Thomas Haerin
Thomas Haerin (* 17. Februar 1955 in Nürnberg; eigentlich Thomas Häring) ist ein ehemaliger deutscher Schauspieler.

## Leben
Thomas Haerin wuchs in Nürnberg auf und absolvierte nach der Mittleren Reife eine Ausbildung zum Einzelhandelskaufmann. Daran anschließend besuchte er in München die Schauspielschule von Ruth von Zerboni. Er war auf verschiedenen Münchner Bühnen zu sehen, ferner gastierte er bei den Schlossfestspielen Ettlingen und hatte Engagements in Marburg und Regensburg.
In München spielte Haerin u. a. an den Kammerspielen in Frank Wedekinds Frühlings Erwachen und am Theater 76, wo er 1976 die Titelrolle in Wuschel mit den grünen Haaren verkörperte. Als Sebastian in Was ihr wollt und Lysander in Ein Sommernachtstraum, beide von William Shakespeare, trat er 1980 und 1981 bei den Schlossfestspielen in Ettlingen auf.
Als Synchronsprecher lieh Thomas Haerin William Vail in dem Horrorfilm-Klassiker Blutgericht in Texas aus dem Jahr 1974 seine Stimme.
Vor Film- und Fernsehkameras war Haerin nachweislich lediglich ab 1975 für einige Jahre aktiv. Außer Gastrollen in verschiedenen Fernsehserien spielte er u. a. in der japanischen Produktion The Ninth Symphonie of Beethoven in Japan und dem in den USA entstandenen Streifen Agentenpoker (Hopscotch). Zuletzt sah man Thomas Haerin 1984 in einer Folge von Aktenzeichen XY … ungelöst, danach verschwand er aus der Öffentlichkeit.

## Filmografie
- 1975: Der Kommissar – Der Mord an Dr. Winter
- 1975: Ein Haus für uns[1]
- 1976: Block 7[1]
- 1977: Die Konsequenz
- 1977: Der Sturz[1]
- 1977: Stark wie der Tod[1]
- 1977: The Ninth Symphonie of Beethoven in Japan[1]
- 1978: Der Mann im Schilf
- 1978: Jean Christophe
- 1978: Ausgerissen! Was nun?
- 1978: Unternehmen Rentnerkommune – Der Rentnerrebell
- 1979: Die unsterblichen Methoden des Franz Josef Wanninger[1] (Fernsehserie)
- 1979: Agentenpoker (Hopscotch)[1]
- 1980: So 'ne und so 'ne[1]
- 1980: Merlin
- 1984: Aktenzeichen XY … ungelöst[1]